# Klassische 21-OHD CAH, einfach virilisierend
Die Klassische 21-OHD CAH, einfach virilisierend ist eine seltenere angeborene Form der Klassischen 21-OHD CAH, einer Form der Kongenitalen Nebennierenhyperplasie und zum Adrenogenitalen Syndrom gehörig.
Hauptmerkmale sind gegenüber der Klassischen 21-OHD CAH, mit Salzverlust weniger ausgeprägte Veränderungen mit Intersexualität beim weiblichen Geschlecht durch Virilisierung, vorzeitige Pseudopubertät, verminderter Cortisol- bei normalem Aldosteron-Spiegel und daher kein Salzverlust.
Synonym: Nebennierenhyperplasie, kongenitale, durch 21-Hydroxylase-Mangel, klassische Form, einfach virilisierend

## Verbreitung
Die Häufigkeit wird mit 1 bis 9 auf 100.000 angegeben, diese Form macht etwa 25 % der Klassischen 21-OHD CAH aus. Die Vererbung erfolgt autosomal-rezessiv.

## Ursache
Der Erkrankung liegen Mutationen im CYP21A2-Gen auf Chromosom 6 Genort p21 zugrunde, welches für die 21-Hydroxylase kodiert. Durch diese Mutation ist normaler Aldosteron-Synthese, die Cortisol-Synthese gestört.

## Klinische Erscheinungen
Klinische Kriterien sind:
- Manifestation im Neugeborenen- oder Kleinkindesalter
- von Geburt an bestehende Virilisierung beim weiblichen Geschlecht bis zur Intersexualität, meist unterentwickelte Vagina
- verminderte Produktion von Glucocorticoiden ohne Salzverlust, mit Risiko einer Nebennierenkrise
- früh einsetzender Wachstumsschub (mit Pseudopubertät) und Kleinwuchs als Erwachsene

## Diagnose
Bereits vor der Geburt kann die Diagnose durch Bestimmung von 17-Hydroxyprogesteron im Fruchtwasser oder vorher durch humangenetische Untersuchung mit Chorionzottenbiopsie gestellt werden.
Die Konzentration von Renin im Blutplasma ist deutlich erhöht bei normalem Aldosteron, dadurch ergibt sich die Abgrenzung zur Form mit Salzverlust.